# Conseil international du cricket
Pour les articles homonymes, voir ICC.
Le Conseil international du cricket (en anglais et officiellement International Cricket Council ou ICC) est l'instance dirigeante du cricket dans le monde.
Fondée en 1909 par des représentants de l'Angleterre, de l'Australie et l'Afrique du Sud sous le nom d'Imperial Cricket Conference, elle devient l'International Cricket Conference en 1965 avant de prendre sa désignation actuelle en 1989. Elle compte à ce jour plus de cent membres.

## Histoire
L'Imperial Cricket Conference est fondée le 15 juin 1909 à Lord's (Londres) par des représentants de l'Angleterre (Marylebone Cricket Club), de l'Australie et de l'Afrique du Sud, sur proposition sud-africaine. L'objectif des sud-africains, notamment de l'homme d'affaires Abe Bailey, est d'organiser un tournoi entre les trois équipes. Lui et l'Anglais Lord Harris ont d'ailleurs des intérêts commerciaux entre Royaume-Uni et Afrique du Sud. Dès sa création, l'organisation, « impériale », exclut d'intégrer des membres ne faisant pas partie pas partie de l'Empire britannique, écartant ainsi, par exemple, les Américains qui disposent à Philadelphie d'une équipe particulièrement compétitive.

## Compétitions organisées
L'International Cricket Council organise, entre autres, les principales compétitions pour les nations majeures du cricket : la Coupe du monde ou ICC World Cup, le Trophée des champions ou ICC Champions Trophy, le Championnat du monde de Twenty20 ou ICC World Twenty20 et le Championnat du monde de test-matchs.

## Organisation

### Officiels
Jusqu'en 1989, l'ICC n'a pas ses propres dirigeants : ce sont ceux du Marylebone Cricket Club qui en ont la responsabilité. En 1989, Colin Cowdrey devient le premier secrétaire général (chairman) de l'ICC. Clyde Walcott est le premier non-britannique à la tête de l'ICC lorsqu'il occupe le même poste à partir de 1993. Le secrétaire général est remplacé par un président en 1997. Les membres de plein droit nomment le président par rotation pour une période de deux ans, avec une année supplémentaire en option. L'Indien Jagmohan Dalmiya est le premier à occuper ce poste.
En 2007, c'est un comité qui est chargé de l'élection de celui qui dirigera l'ICC à partir de 2008, mais les deux candidats en lice, David Morgan et Sharad Pawar, arrivent à égalité. À la suite d'un accord entre eux, Morgan devient vice-président de 2007 à 2008 et Powar les deux années qui suivent, et l'un et l'autre occupent successivement le poste de président pendant deux ans à l'issue de leur vice-présidence.
L'ICC change alors en 2007 le règlement de l'élection : la présidence tourne entre six « zones » : l'Angleterre et les Indes occidentales, l'Inde et le Sri Lanka, l'Australie et la Nouvelle-Zélande, le Pakistan et le Bangladesh, l'Afrique du Sud et le Zimbabwe, et le reste du monde. Les membres de chaque zone doivent trouver un accord sur un nom à proposer au poste lorsque leur tour vient. La personnalité désignée occupe le poste de vice-président pendant deux ans, puis de président pendant les deux années qui suivent.
| Période   | Personnalité     | Nationalité (sportive) | Remarque                                                                                   |
| --------- | ---------------- | ---------------------- | ------------------------------------------------------------------------------------------ |
| 1989-1993 | Colin Cowdrey    | Angleterre             | Chairman                                                                                   |
| 1993-1997 | Clyde Walcott    | Indes occidentales     | Chairman                                                                                   |
| 1997-2000 | Jagmohan Dalmiya | Inde                   |                                                                                            |
| 2000-2003 | Malcolm Gray     | Australie              |                                                                                            |
| 2003-2006 | Ehsan Mani       | Pakistan               |                                                                                            |
| 2006-2007 | Percy Sonn       | Afrique du Sud         | Décédé en cours de mandat                                                                  |
| 2007-2008 | Ray Mali         | Afrique du Sud         | Par intérim                                                                                |
| 2008-2010 | David Morgan     | Angleterre             |                                                                                            |
| 2010-2012 | Sharad Pawar     | Inde                   |                                                                                            |
| 2012-2014 |                  |                        | Nommé par l'Australie et la Nouvelle-Zélande, la candidature de John Howard a été rejetée. |

### Membres

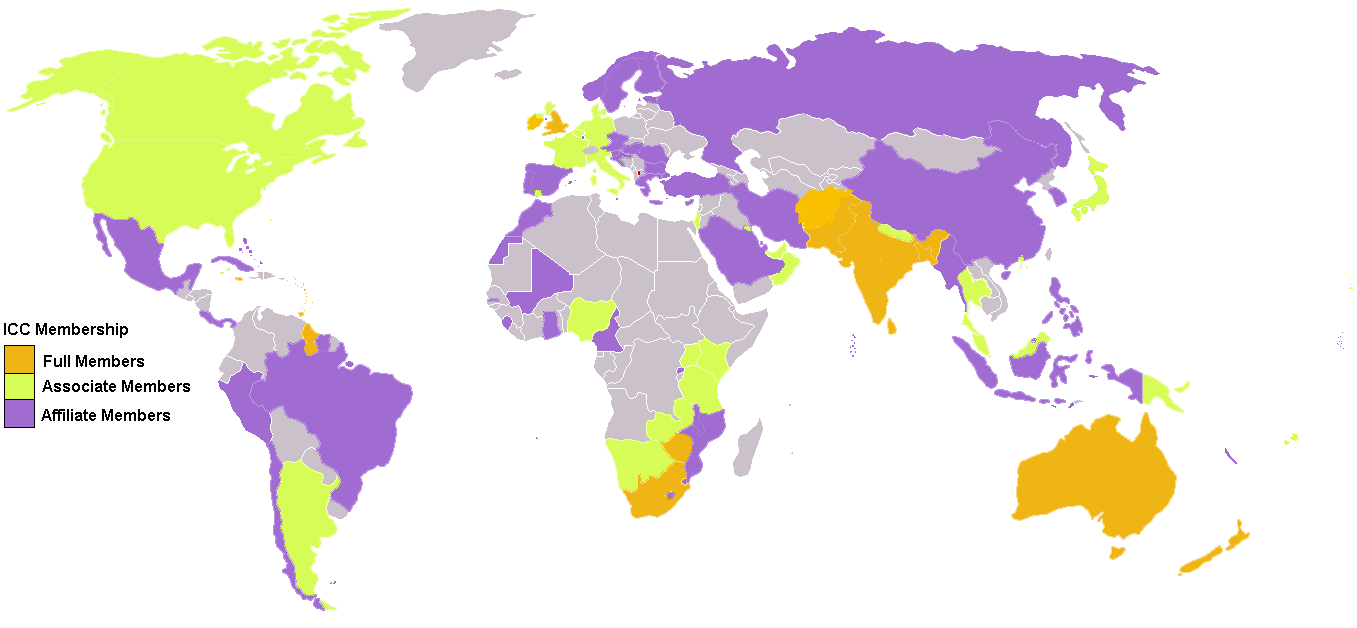
Membres de l'ICC : en orange les membres de plein droit, en vert les membres associés, en violet les membres affiliés.

L'International Cricket Council compte depuis 2007 cent-un membres. Ces membres sont les instances dirigeantes du cricket dans différents pays ou zones géographiques.
Les « membres de plein droit » (full members) sont les instances dirigeantes des nations ou zones géographiques dont l'équipe nationale masculine est qualifiée pour jouer des matchs officiels de Test cricket. On en compte douze, les derniers en date étant l'Irlande et l'Afghanistan.
Les « membres associés » (associate members) sont les instances dirigeantes du cricket dans les pays ou zones géographiques qui ne sont pas full members mais dans lesquels le cricket est fermement implanté et organisé. On compte à ce jour quatre-vingt douze membres associés de l'ICC.
Enfin, les « membres affiliés » (affiliate members) sont les instances dirigeantes du cricket dans les pays ou zones géographiques où le cricket est pratiqué selon les Lois du cricket mais qui ne sont ni membres associés ni full members. Ces membres n'ont ni le droit de vote ni le droit de proposer ou amender des résolutions.